# Тейлор, Джаван
Джаван Тейлор (англ. Jawaan Taylor, 25 ноября 1997, Коко, Флорида) — профессиональный футболист, выступающий на позиции тэкла нападения в клубе НФЛ «Джэксонвилл Джагуарс».

## Биография
Джаван Тейлор родился 25 ноября 1997 года в Коко во Флориде. Там же он окончил школу, за её команду играл на позициях правого тэкла и гарда. Первоначально он намеревался продолжить обучение и карьеру в университете Майами, но затем изменил своё решение в пользу Флоридского университета.

### Любительская карьера
В турнире NCAA Тейлор дебютировал в 2016 году. Он сыграл в тринадцати матчах сезона, двенадцать из них начал на месте стартового правого тэкла команды. По итогам года он вошёл в символическую сборную новичков сезона по версиям ESPN, Pro Football Focus и Ассоциации футбольных журналистов Америки. В 2017 году Джаван сыграл в одиннадцати матчах, девять провёл правым тэклом, два — левым тэклом. Вместе с Мартезом Айви он стал одним из двух линейных нападения «Гейторс», не пропустивших ни одного матча. В 2018 году Тейлор принял участие в тринадцати играх. После завершения сезона он объявил об отказе от четвёртого года выступлений и желании выставить свою кандидатуру на драфт НФЛ.

### Профессиональная карьера
Перед драфтом НФЛ 2019 года Тейлор оценивался как один из лучших молодых правых тэклов. Аналитик CBS Райан Уилсон отмечал его уверенные действия как в выносном, так и в пасовом нападении. К преимуществам игрока он относил работу ног и рук, его устойчивость и антропометрические данные. Минусом он называл не всегда уверенную игру против агрессивного пас-раша соперника. Мэтт Миллер из Bleacher Report выделял опыт игры Тейлора в стартовом составе Флориды, его потенциал, а недостатками указывал большое число допускаемых им нарушений правил и низкую мобильность. Ему прогнозировали выбор в первом или втором раунде командами, делающими ставку на силовую выносную игру.
На драфте Тейлор был выбран «Джэксонвиллом» во втором раунде под общим 35 номером. Он стал первым представителем университета Флориды, задрафтованным в 2019 году. Девятого мая он подписал с клубом четырёхлетний контракт на общую сумму 8,43 млн долларов. В регулярном чемпионате Джаван сыграл в стартовом составе во всех шестнадцати матчах, став первым с 2001 года новичком «Джагуарс», добившимся этого. Кроме того, по итогам сезона он стал единственным новичком лиги, проведшим на поле 100 % снэпов: Тейлор был на поле в 1 091 розыгрыше нападения команды. Такой результат позволил Тейлору развеять все сомнения, касавшиеся состояния его здоровья, которые возникали перед драфтом. 